# Aldo Braibanti
Aldo Braibanti (Fiorenzuola d'Arda, 17 settembre 1922 – Castell'Arquato, 6 aprile 2014) è stato uno scrittore, sceneggiatore e drammaturgo italiano.
Intellettuale, partigiano antifascista e poeta, nella sua vita si è occupato di arte, cinema, politica, teatro e letteratura, oltre a essere un appassionato mirmecologo.

## Biografia

### Infanzia e giovinezza
Nasce e trascorre l'infanzia a Fiorenzuola d'Arda, in provincia di Piacenza, accompagnando spesso il padre medico condotto nei ripetuti spostamenti attraverso la provincia piacentina, dove ben presto scopre la centralità del mondo naturale e sviluppa un pensiero acuto e radicale in tema di ecologia e salvaguardia dell'ambiente, rispetto della vita animale e un particolare interesse per i costumi degli insetti sociali: formiche, api e termiti. In pieno periodo fascista vive "in una famiglia illuminata e ferma nel rifiuto di ogni situazione autoritaria e clericale". Tra i sette e gli otto anni inizia a scrivere i primi testi poetici.
Tra i suoi interessi scolastici vi sono Dante, Petrarca, Carducci, Pascoli e D'Annunzio, ma soprattutto Leopardi e Foscolo, ed è in quel periodo che inizia la sua attività poetica, abbandonando subito la rima e le tradizioni stilistiche per scrivere "poesie in libertà". Di allora sono anche i primi tentativi teatrali (Amneris), i primi dialoghetti filosofici (Il veglio della montagna) e i primi "inni alla natura".
Dal 1937 al 1940 a Parma frequenta il Liceo classico Romagnosi dove ha come insegnante, tra gli altri, Ferdinando Bernini. Studente eccellente, Braibanti ottiene l'esonero dal pagamento delle tasse. Il 27 novembre 1939 scrive e distribuisce clandestinamente a scuola un manifesto, rivolto a "tutti gli uomini vivi", in cui invita i compagni di liceo a unirsi e organizzarsi contro la dittatura fascista.
Dopo gli studi liceali a Parma si trasferisce a Firenze e si iscrive alla facoltà di filosofia. Qui nasce l'amore per Leonardo, Giordano Bruno e soprattutto Spinoza. Inizia a dedicarsi ai collage e agli assemblage, spesso secondo la tecnica degli objets trouvés, mentre l'osservazione delle formiche comincia a precisarsi in un interesse che mira a essere sempre più scientifico.

### Il periodo fiorentino della Resistenza partigiana
Dal 1940 prende parte alla Resistenza partigiana a Firenze, partecipa alla nascita dei primi movimenti intellettuali antifascisti, aderisce al movimento "Giustizia e libertà" e nel 1943 al Partito Comunista clandestino, insieme con Gianfranco Sarfatti, Teresa Mattei (Chicchi), Renzo Bussotti e altri. Alla base della decisione non vi sono divergenze ideologiche con gli azionisti, bensì il desiderio di "conoscere un'altra classe". Il Partito Comunista infatti, a differenza di "Giustizia e libertà", era soprattutto il partito della classe operaia, che "portava su di sé il peso più grande della lotta di classe: "[…] io che venivo da una classe sociale diversa ho voluto far miei le forme e gli scopi della lotta antifascista partendo appunto dalle necessità improrogabili del mondo del lavoro".
Durante la guerra Braibanti viene arrestato due volte: la prima nel 1943 in seguito a una retata che coinvolge anche il futuro segretario repubblicano Ugo La Malfa. Viene scarcerato il 25 luglio quando, alla caduta del fascismo, Pietro Badoglio diede l'ordine di liberare prima i docenti e poi gli studenti, mentre molti tra i "comunisti adulti" arrestati, in seguito saranno fucilati dai tedeschi dopo l'8 settembre. Il secondo arresto avviene nel 1944, insieme con Sandro Susini, Mario Spinella e Zemiro Melas (Emilio), per opera dei repubblichini della Koch-Carità. Tutti i suoi scritti fino al 1940 furono sequestrati dalle truppe delle SS italiane e furono perduti per sempre.

### Gli anni del dopoguerra
Nel 1946 è tra gli organizzatori del Festival mondiale della gioventù che si svolge l'anno successivo a Praga e diviene collaboratore del PCI in qualità di responsabile della Gioventù Comunista toscana. Nel 1947 abbandona la politica attiva dimettendosi da tutti i suoi incarichi con una poesia pubblicata sulla rivista Il Ponte, che iniziava con la frase: "Non è un addio ma un congedo". Declina l'invito di Botteghe Oscure a cambiare idea ritenendo di "non essere un politico". Il dopoguerra è anche il periodo in cui si laurea in filosofia teoretica con una originale ricerca sul tema del grottesco, "inteso come crisi dell'ideale, e quindi come terra di mezzo fra il tragico e il comico".

### Il laboratorio artistico di Castell'Arquato
L'abbandono della politica coincide con la scelta di dedicarsi ai vari aspetti culturali, in primo luogo quelli artistici. Sempre nel 1947 inizia l'esperienza comunitaria del Torrione Farnese di Castell'Arquato, un laboratorio artistico con Renzo e Sylvano Bussotti, Roberto G. Salvadori, Fiorenzo Giorgi e altri, che per sei anni diviene uno studio ceramistico e polivalente. Le opere del Torrione Farnese sono state esposte in varie mostre in molte città americane ed europee, tra cui una massiccia partecipazione alla Triennale di Milano. A questo punto finalmente Braibanti può dedicarsi alla poesia, alla scrittura di opere teatrali, a sceneggiature, ma anche ai suoi formicai artificiali e a un profondo contatto con la realtà ecologica del tempo.
A quel periodo risalgono i testi che confluiranno nei quattro volumi della raccolta intitolata Il circo (Atta, 1960), l'inizio dell'operazione cinematografica intitolata Pochi stracci di sole, rimasta irrealizzata, ma che anni dopo troverà una continuazione nei film Orizzonte degli eventi e Morphing e nelle sceneggiature de Il pianeta di fronte e Colloqui con un chicco di riso.
A un certo punto l'amministrazione comunale di Castell'Arquato non rinnovò più il contratto d'affitto per la torre. Il laboratorio venne chiuso e ogni membro iniziò un percorso indicato dalle proprie tendenze culturali e artistiche.
Carmelo Bene, in Vita di Carmelo Bene, disse di Braibanti: "Un genio straordinario. C'intendemmo subito. "Vieni a trovarmi a Fiorenzuola d'Arda", mi aveva detto. Abitava in una torre molto bella. Aveva un formicaio che curava maniacalmente. Sapeva tutto delle formiche e di molte altre cose. Passai da lui dopo la vacanza veneta. Una settimana insieme a un altro pazzo, il suo editore, progettando spettacoli su palloni aerostatici a Portofino, sopra le teste dei miliardari in vacanza. Dormivo in camera sua, su questi letti Ottocento in radica. Uno dei miei tanti padri. Mi sentì un giorno che leggevo Campana. "Il più grande poeta italiano", disse. M'insegnò con quella sua vocetta a leggere in versi, come marcare tutto, battere ogni cosa. Gli devo questo, tra l'altro. Non è poco. Progettavamo insieme come demolire la convenzione teatrale e letteraria italiana".

### Gli anni romani
Nel 1956 Aldo Braibanti partecipa ai lavori per il congresso nazionale del PCI, ma il suo intervento è molto polemico in relazione ad alcuni aspetti di certo stalinismo diffuso. Per questo non viene ammesso tra i delegati. Braibanti abbandona gli schieramenti partitici, pur restando rispettoso dei rapporti fraterni con i suoi vecchi compagni della Resistenza e della conseguente politica. Nel 1960 Eugenio Cassin, conosciuto durante il periodo della Resistenza fiorentina, distribuisce tramite Schwarz editore i quattro volumi de Il circo e altri scritti: il primo contiene poesie dal 1940 al 1960, il secondo e il terzo opere teatrali, il quarto saggi e vari scritti. Dello stesso anno sono l'opera Guida per esposizione e la traduzione in italiano del Giornale di bordo di Cristoforo Colombo (1960).	
Nel 1962 si sposta a Roma. In quel periodo lavora a teatro con il giovane Carmelo Bene, riprende le collaborazioni con Sylvano Bussotti e Vittorio Gelmetti, collabora per un breve periodo alla fondazione dei Quaderni Piacentini insieme con i fratelli Piergiorgio e Marco Bellocchio. La collaborazione con Gelmetti riprende per la versione radiofonica del suo lavoro teatrale Ballata dell'Anticrate, che sarà trasmessa da Radio 3 nel 1979. Fino al 1968 Braibanti lavora su una complessa operazione teatrale dal titolo Virulentia: "una catena di spettacoli monografici che chiamavo "bandi", e che alla fine sarebbero sfociati nel gioco di specchi di una sceneggiatura cinematografica". Tra il 1967 e il 1968 infatti porta su pellicola con Alberto Grifi il film Transfert per kamera verso Virulentia. "Virulentia sviluppava in particolare il rapporto tra persuasione e violenza, e tra persuasione palese e persuasione occulta".
Era il periodo in cui in Italia arrivavano gli spettacoli del Living Theatre e di Grotowski, molto diversi dall'opera di Braibanti, che ebbe un grande impatto soprattutto nell'ambiente romano. "Ogni bando di Virulentia si svolgeva in una serie di tableaux vivants, nei quali la deconcentrazione e la meditazione producevano una serie di "percorsi liberi", attraverso i quali alla fine si ricomponeva la proposta testuale. Si trattava di un teatro nel quale anche la parola svolgeva un ruolo gestuale". Il lavoro su Virulentia viene illustrato dallo stesso Braibanti in alcuni dei saggi presenti in Impresa dei prolegomeni acratici. Nel 1967 a Roma tiene una mostra di assemblages insieme a Giampaolo Berto.
È il 1968 quando il giudice legge la sentenza del tristemente famoso "caso Braibanti".

### Il caso Braibanti
Giunto a Roma nel 1962, Braibanti continua la sua ricerca e per un anno e mezzo chiede e ottiene la collaborazione dell'amico Giovanni Sanfratello, un giovane di 23 anni che aveva conosciuto nel periodo del laboratorio artistico del Torrione Farnese di Castell'Arquato: "...mi sono spostato a Roma, e Giovanni Sanfratello mi accompagnò, perché venendo a Roma poteva difendersi meglio dalle pressioni assurde del padre, dovute a ragioni religiose, ideologiche e politiche. I Sanfratello, anche loro piacentini, erano ultraconservatori, cattolici e tra i più fascisti, e non riuscivano ad accettare che il loro figlio potesse scegliere una vita tanto diversa dalla loro". Il 12 ottobre 1964 Ippolito Sanfratello, padre di Giovanni, presenta denuncia alla Procura di Roma contro Braibanti: l'accusa è di plagio. In pratica, Braibanti veniva accusato da Sanfratello di aver influenzato suo figlio e di avergli imposto le proprie visioni e i propri principi. In realtà, s'intendeva perseguire la relazione omosessuale dei due.
I primi di novembre, quattro uomini irrompono nella pensione romana in cui i due erano ospitati e portano via Giovanni con la forza, in una macchina dove era presente anche il padre: Giovanni sarà trasferito prima a Modena in una clinica privata per malattie nervose, poi al manicomio di Verona dove subirà, secondo Alberto Moravia, "un grande numero di elettroshock e vari shock insulinici. Tutto questo contro la sua volontà, tenendolo isolato dai suoi amici, dai suoi avvocati e da chiunque avesse ascoltato le sue ragioni". Giovanni dopo 15 mesi di internamento fu dimesso, con una serie di clausole che andava dal domicilio obbligatorio in casa dei genitori al divieto di leggere libri che avessero meno di cento anni. Giovanni Sanfratello, nonostante tutto, al processo dichiarò di "non essere stato soggiogato dal Braibanti".
Ma coloro che denunciarono il cosiddetto plagio non diedero nessun valore alle dichiarazioni spontanee di Giovanni. Il pubblico ministero arrivò a dichiarare che: "Il giovane Sanfratello era un malato, e la sua malattia aveva un nome: Aldo Braibanti, signori della Corte! Quando appare lui tutto è buio". Venne dato peso invece alle dichiarazioni di un diciannovenne, Piercarlo Toscani, col quale Aldo Braibanti aveva fatto alcuni viaggi per l'Italia nell'estate del 1960. Il ragazzo lo accusò, dichiarando tra le altre cose: "Il Braibanti aveva tentato di introdursi nella mia mente con le sue idee politiche, cioè comunismo in nome di una libertà superiore e ateismo [...] cominciò ad impedirmi le letture di svago a me usuali […] tali impedimenti non erano su basi di una prepotenza esteriore, ma sulla base di una prepotenza interiore, intellettuale, che è molto più forte dell'altra". Alcuni giornali della destra ufficiale si scagliano contro quello che chiamano "il professore", "il mostro", "l'omosessuale".

Braibanti in aula, attesa della sentenza

Dopo un processo durato quattro anni, nel 1968, Aldo Braibanti viene condannato a nove anni di reclusione, divenuti quattro in appello, pena confermata in Cassazione. Scontò due anni di carcere, mentre gli altri due gli furono condonati perché partigiano della Resistenza.
Questa condanna ebbe una grande eco nella stampa internazionale, che evidenziò la profonda anomalia del reato contestato e della sua gestione da parte del sistema processuale italiano: del resto, la controversa norma sul plagio, introdotta nel codice penale durante il periodo fascista da Alfredo Rocco, portò nel dopoguerra a una condanna in questo unico caso. Tale reato fu dichiarato incostituzionale in un altro caso, circa vent'anni dopo, senza essere più stato contestato; al clima sfavorevole avrebbe contribuito anche l'acceso dibattito scatenato dalla condanna di Braibanti.
La condanna suscitò ampia eco in tutta Italia: a favore di Braibanti si mobilitarono Alberto Moravia, Elsa Morante, Umberto Eco, Pier Paolo Pasolini, Marco Bellocchio, Adolfo Gatti, Giuseppe Chiari e numerosi altri intellettuali e uomini e donne di cultura. Il quotidiano del Partito Comunista Italiano, l'Unità, lo difese con grande determinazione, tanto che il giorno della condanna apparve in prima pagina un editoriale del suo direttore Maurizio Ferrara, anche lui ex partigiano, in cui si denunciava il clima oscurantistico che il processo evocava. Si mobilitarono anche i radicali di Marco Pannella, che fu denunciato per calunnia nei confronti del pubblico ministero del processo di primo grado contro Braibanti e sostenne a sua volta un processo per questo motivo all'Aquila.
Subito dopo la sentenza Pier Paolo Pasolini scriverà: "Se c'è un uomo «mite» nel senso più puro del termine, questo è Braibanti: egli non si è appoggiato infatti mai a niente e a nessuno; non ha chiesto o preteso mai nulla. Qual è dunque il delitto che egli ha commesso per essere condannato attraverso l'accusa, pretestuale, di plagio? Il suo delitto è stata la sua debolezza. Ma questa debolezza egli se l'è scelta e voluta, rifiutando qualsiasi forma di autorità: autorità, che, come autore, in qualche modo, gli sarebbe provenuta naturalmente, solo che egli avesse accettato anche in misura minima una qualsiasi idea comune di intellettuale: o quella comunista o quella borghese o quella cattolica, o quella, semplicemente, letteraria... Invece egli si è rifiutato d'identificarsi con qualsiasi di queste figure - infine buffonesche - di intellettuale".

L'attore Carmelo Bene dirà nel 1998:
"Un fatto ignobile. Uno dei tanti petali di questo fiore marcito che è l'Italia. Fu condannato per un reato mai tirato in ballo fino ad allora. Il plagio. Per giunta ai danni di un maggiorenne... Tutto è plagio, che scoperta! Qualunque soggetto pensante e parlante è quotidianamente sottoposto a plagio. In seguito, sempre troppo tardi, questo reato fu cancellato dal codice penale. Contro Braibanti si scatenò la rappresaglia del sociale, la vendetta delle masse. Era l'intellettuale migliore che avesse l'Italia all'epoca. Aveva interessi pittorici, letterari, musicali. Profeta in anticipo di trent'anni. Fu uno dei primi a condannare il consumismo. I "diversi" dichiarati allora in Italia si contavano. Lui, Pasolini, pochi altri".
Mentre lo stesso Braibanti nello scritto Emergenze ricorderà, trentacinque anni dopo:
"Quel processo, a cui mi sono sentito moralmente estraneo, mi è costato due nuovi anni di prigione, che però non sono serviti a ottenere quello che gli accusatori volevano, cioè distruggere completamente la presenza di un uomo della Resistenza, e libero pensatore, ma tanto disinserito dal mondo sociale da essere l'utile idiota adatto a una repressione emblematica. Purtroppo la colpevole superficialità di gran parte dei media ha cercato da allora di etichettarmi in modo talmente odioso che per reazione ho finito col chiudermi sempre più in un isolamento di protesta, fuori da ogni mercato culturale."

### Gli anni in prigione
In prigione Braibanti continua la sua attività di poeta, scrivendo un'opera teatrale dal titolo L'altra ferita in cui riporta in chiave moderna l'avventura del Filottete di Sofocle, e che verrà rappresentata da Franco Enriquez nel 1970, con la musica elettronica di Pietro Grossi e le scenografie di Lele Luzzati. Altri scritti furono inseriti nella raccolta di saggi pubblicata sempre nel 1970, a cura della Finzi-Ghisi, che ha come titolo Le prigioni di stato.

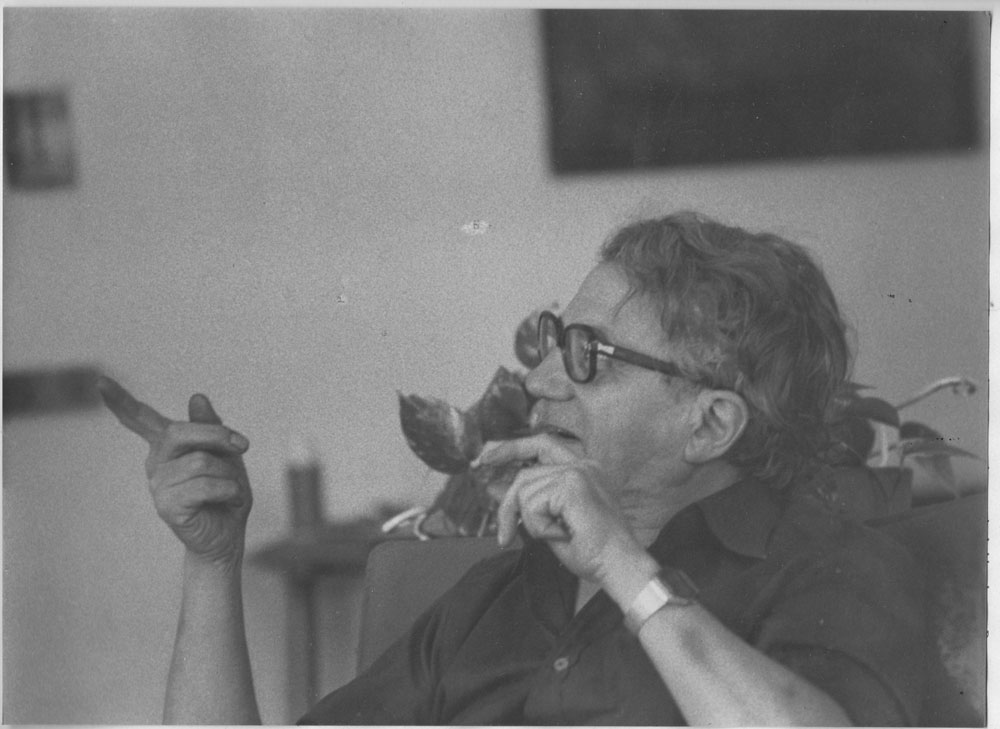
Aldo Braibanti in un'intervista del 1985 a Roma

### Le opere dal 1971 alla morte
Uscito di prigione, riprende il ciclo di Virulentia, ma presto lo abbandona per un nuovo ciclo di laboratorio teatrale, Ballate dell'Anticrate, che diventano presto anche una serie di sceneggiati radiofonici, preceduti da Lo scandalo dell'immaginazione e seguiti dalle Stanze di Azoth. Braibanti porta avanti il lavoro teatrale come un laboratorio e le varie opere sono legate da "una sorta di canone infinito, che faceva di tutte le opere teatrali una sola proposta continua". Per questo i suoi spettacoli non avevano repliche, ma rappresentazioni uniche che Braibanti interpreta come "il momento di saturazione del laboratorio". Così accade a opere come Il Mercatino, presentato a Cagliari negli anni settanta, a Theatri epistola, presentato a Segni negli anni ottanta.	
Nel 1979, in occasione di una mostra di assemblages a Firenze pubblica l'opera-catalogo Objets trouvés, sempre negli anni ottanta collabora con la rivista "Legenda" nella quale pubblica sette prose d'arte. Il 1988 è l'anno della pubblicazione dell'Impresa dei prolegomeni acratici (Editrice 28, 1988) un testo dalle tematiche variegate: "Della critica storica e di una rifondazione della pedagogia, ma soprattutto descrivo la crisi di sviluppo che mi ha portato fuori dalla psicoanalisi classica, per indirizzarmi coerentemente verso una interpretazione del comportamento più strettamente biologica". Impresa dei prolegomeni acratici vuole mettere in luce la crisi del linguaggio. "Il linguaggio è una fotografia dell'uomo: come l'uomo tutte le parole nascono, vivono e muoiono". Nel 1985 scrive la sceneggiatura per il film Blu cobalto per la regia di Gianfranco Fiore Donati e l'interpretazione tra gli altri di Anna Bonaiuto ed Enrico Ghezzi. Il film, presentato alla Mostra internazionale d'arte cinematografica di Venezia, riceve un premio dalla FICE (Federazione Italiana dei Cinema d'Essai) e dalla Lega Cooperative.
Nel 1991 pubblica Pellegrinaggio a Rijnsburg nella sezione musicale della Biennale di Venezia. Nel 1998 esce Un giallo o mille con testi poetici e collages. Del 2001 è Frammento Frammenti (edizioni Empirìa) che raccoglie gran parte delle sue poesie dal 1941 al 2001. Nel 2003 viene pubblicato Emergenze. Conversazioni con Aldo Braibanti un lungo dialogo con Stefano Raffo in cui Braibanti ripercorre la sua vita e il suo lavoro di pensatore libertario: "Chiamo "libertario" chi non si rifugia in una teoria dei "valori", e riesce senza angoscia a rimettere sempre tutto in discussione. […] Ogni conoscenza degna di questo nome si muove, attraverso una memoria selettiva, verso le interminabili praterie del non conosciuto, negando drasticamente ogni tentazione di inconoscibilità. Ne consegue una totale relatività di ogni verità, di ogni etica, di ogni estetica. Etica e conoscenza si identificano nel rispetto e nella difesa della vita".
Tra i suoi video c'è Orizzonte degli eventi, realizzato negli anni ottanta.
Nel 2005 gli viene comunicato uno sfratto dalla sua casa in via del Portico di Ottavia a Roma, in cui abitava da quarant'anni, una vecchia casa al centro di Roma in cui Braibanti viveva con la pensione sociale minima: dopo un'interrogazione da parte della senatrice Tiziana Valpiana sulle sue misere condizioni di vita, la costituente Teresa Mattei - che di Braibanti era stata compagna di prigionia durante il fascismo - con il sostegno attivo di Franca Rame propone la costituzione di un "Comitato pro Braibanti", cui aderiscono poi alcuni parlamentari de L'Unione (tra cui Franco Grillini e Giovanna Melandri) per l'assegnazione del vitalizio in base alla legge Bacchelli, concesso il 23 novembre 2006 dal secondo governo Prodi.
Nel 2008 lo stabile in via del Portico d'Ottavia cambia proprietà e poco tempo dopo Braibanti e la sua biblioteca composta da migliaia di volumi sono costretti ad abbandonare la casa. Braibanti passa gli ultimi anni a Castell'Arquato, tentando di portare a termine le opere il Catalogo degli amuleti, il Nuovo dizionario delle idee correnti e il lungometraggio video intitolato Quasi niente. Muore a Castell'Arquato, per arresto cardiaco, il 6 aprile 2014, all'età di 91 anni.
Nel 2022 la sua storia è raccontata nel film Il signore delle formiche, con la regia di Gianni Amelio.

## Opere
- Il circo e altri scritti, 4 volumi (raccolta di opere di teatro, poesie, saggi), Atta, 1960
- Guida per esposizione, Atta, 1960
- Le prigioni di Stato, Feltrinelli, 1969
- Aldo Braibanti: objets trouvés, Firenze, Bezuga, 1979. Catalogo della Mostra tenuta a Firenze nel 1979
- Impresa dei prolegomeni acratici, Editrice 28, 1989
- Pellegrinaggio a Rijnsburg, nella sezione musicale del Catalogo della Biennale di Venezia, 1991
- Frammento frammenti: 1941-2003, Empiria, 2003

## Traduzioni
- Cristoforo Colombo, Il giornale di bordo, Schwarz, 1960 – traduzione dallo spagnolo

## Filmografia
- Transfert per kamera verso Virulentia regia di Alberto Grifi, dall'operazione teatrale di Braibanti, 1967
- Orizzonte degli eventi, regia e sceneggiatura
- Il pianeta di fronte, regia e sceneggiatura
- Colloqui con un chicco di riso, sceneggiatura
- Morphing, regia e sceneggiatura, con le animazioni di Leonardo Carrano, 1995
- Blu cobalto sceneggiatura per la regia di Gianfranco Fiore Donati, con Anna Bonaiuto ed Enrico Ghezzi, 1985

## Radio
- Lo scandalo dell'immaginazione, scritta e diretta per Radio Rai
- Le ballate dell'Anticrate, scritta e diretta per Radio Rai
- Le stanze di Azoth, scritta e diretta per Radio Rai
- La capsula del tempo (mai registrata ma di cui esiste il testo)[senza fonte]

## Collaborazioni a riviste
- IMPRINTING sperimentazione e linguaggio 1975-79
- La Civiltà Delle Macchine
- Marcatré
- Quaderni Piacentini
- Sipario
- Aut-Trib 17139

## Nella cultura di massa
Il processo contro Braibanti e la stessa vita dello scrittore sono stati rappresentati in due opere video.
La prima è il docufilm intitolato Il caso Braibanti, diretto da Carmen Giardina e prodotto da Massimiliano Palmese, che ripercorre i momenti salienti del processo, e che è stato reso disponibile su RaiPlay.
La seconda è il film biografico Il signore delle formiche (2022), diretto da Gianni Amelio, e anch'esso distribuito in streaming su RaiPlay. Nel film lo scrittore è interpretato da Luigi Lo Cascio.